# Michele Benedetti
Michele Benedetti (ur. 17 grudnia 1984 w Parmie) – włoski skoczek do wody, brązowy medalista Mistrzostw Europy w Pływaniu 2006 (platforma 10 m synchronicznie), brązowy medalista Mistrzostw Europy w Skokach do wody 2009 (trampolina 3 m).
Jest studentem Arizona State University.